# Грб Грчке
Грб Грчке је званични хералдички симбол Хеленске Републике.
Данашњи грб састоји се од штита светлоплаве (azure) боје и белог (argent) једнакокраког крста на средини (fess point) чији кракови сежу до ивица штита. Штит је у потпуности окружен ловоровим венцем.
Грб Грчке је од 1822. године би мењан неколико пута - првобитно је грб био штит са приказом Атине и сове, потом је додат феникс, да би потом грчке династије додавале своје елементе грбу. Грб је у оваквом облику присутан од 1967. године, а изглед му је прецизно прописан 1975. године.